# Stachel (Botanik)

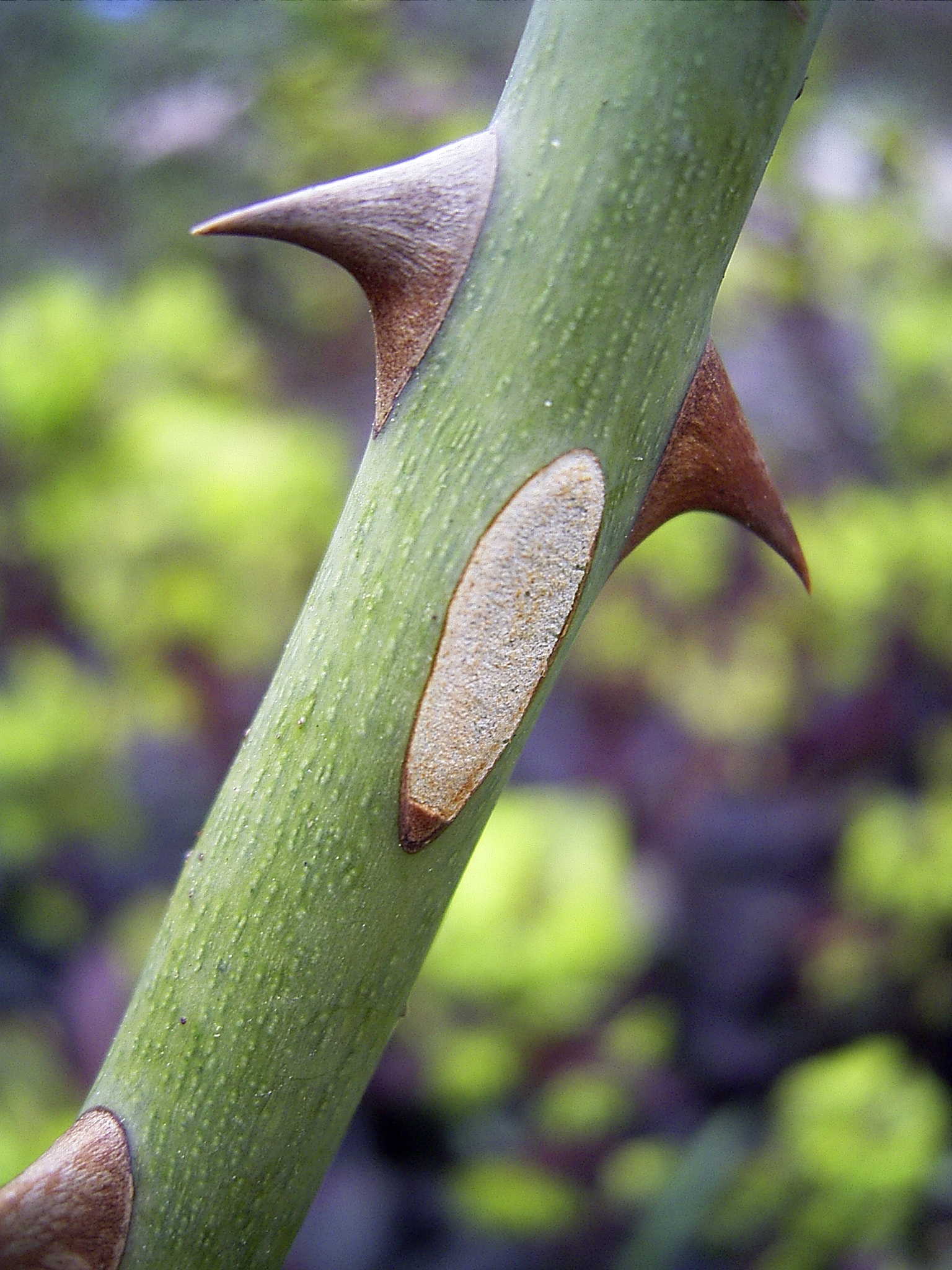
Stacheln einer Rose (Rosa sp.), der vordere Stachel zur Demonstration abgestreift.

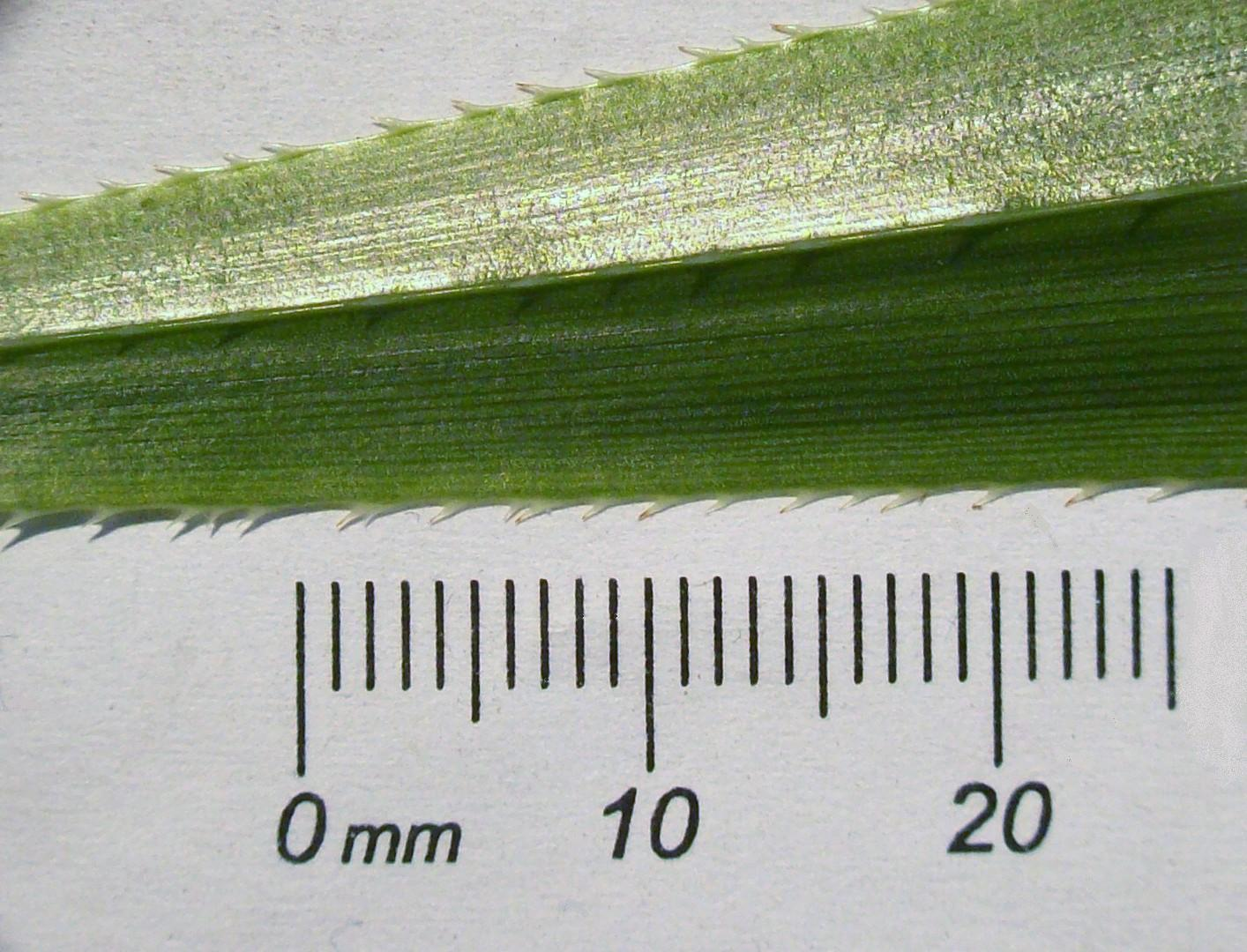
Blattstacheln

Ein Stachel ist bei Pflanzen ein zugespitzter Vorsprung an der Sprossachse oder am Blatt. Es handelt sich um Emergenzen: Bei ihrer Bildung sind im Gegensatz zu Haaren außer der Epidermis auch tiefere Schichten beteiligt, sie sind jedoch keine umgebildeten Organe (dies sind Dornen). Stacheln können im Gegensatz zu Dornen relativ leicht von der Pflanze abgestreift werden. Da sie keine umgebildeten Organe sind, ist ihre Verteilung auf der Pflanze auch nicht gesetzmäßig.
Die botanische Definition von Stachel und Dorn widerspricht teilweise dem allgemeinen Sprachgebrauch, besitzt doch die Rose botanisch Stacheln anstatt der sprichwörtlichen Dornen, und die Dornen der Kakteengewächse werden außerhalb der Fachsprache meist als Stacheln bezeichnet. 
- Beispiele sind neben den Rosen (Rosa) auch Himbeeren (Rubus idaeus) und Brombeeren (Rubus fruticosus agg.). Sie tragen Stacheln an den Sprossachsen, aber auch an den Unterseiten der Blätter.
- Der Kapokbaum (Ceiba pentandra) hat einen sehr stacheligen Stamm.

Biologischer Unterschied von Dorn (A) und Stachel (B)
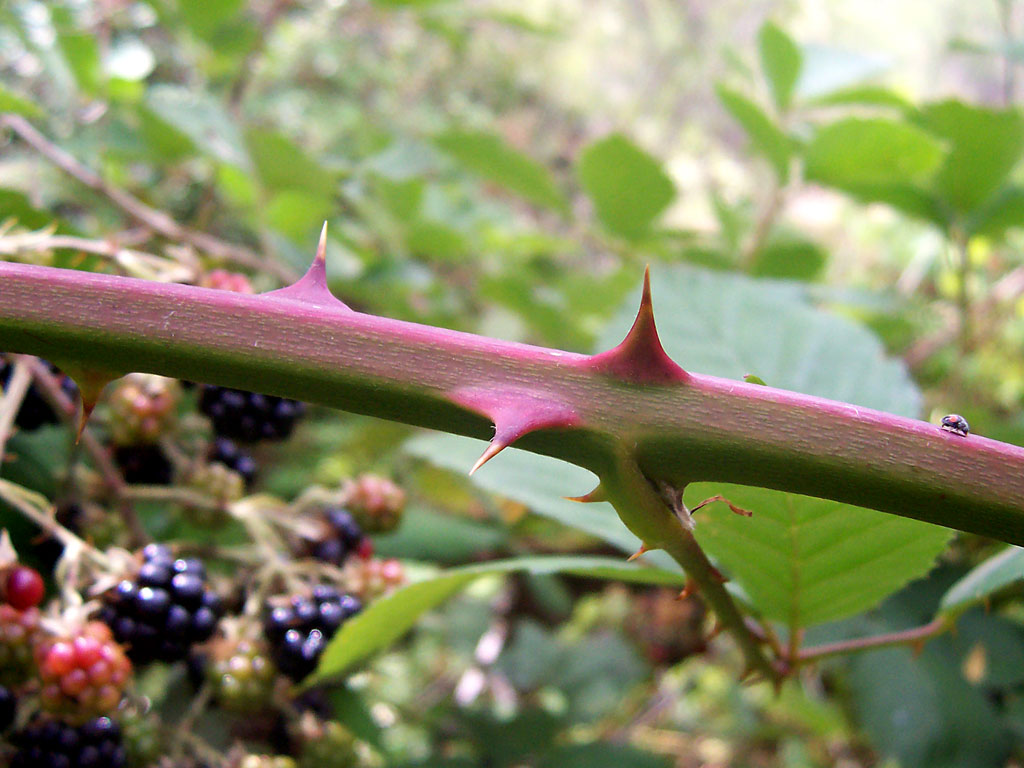
Stacheln der Brombeere (Rubus fruticosus)
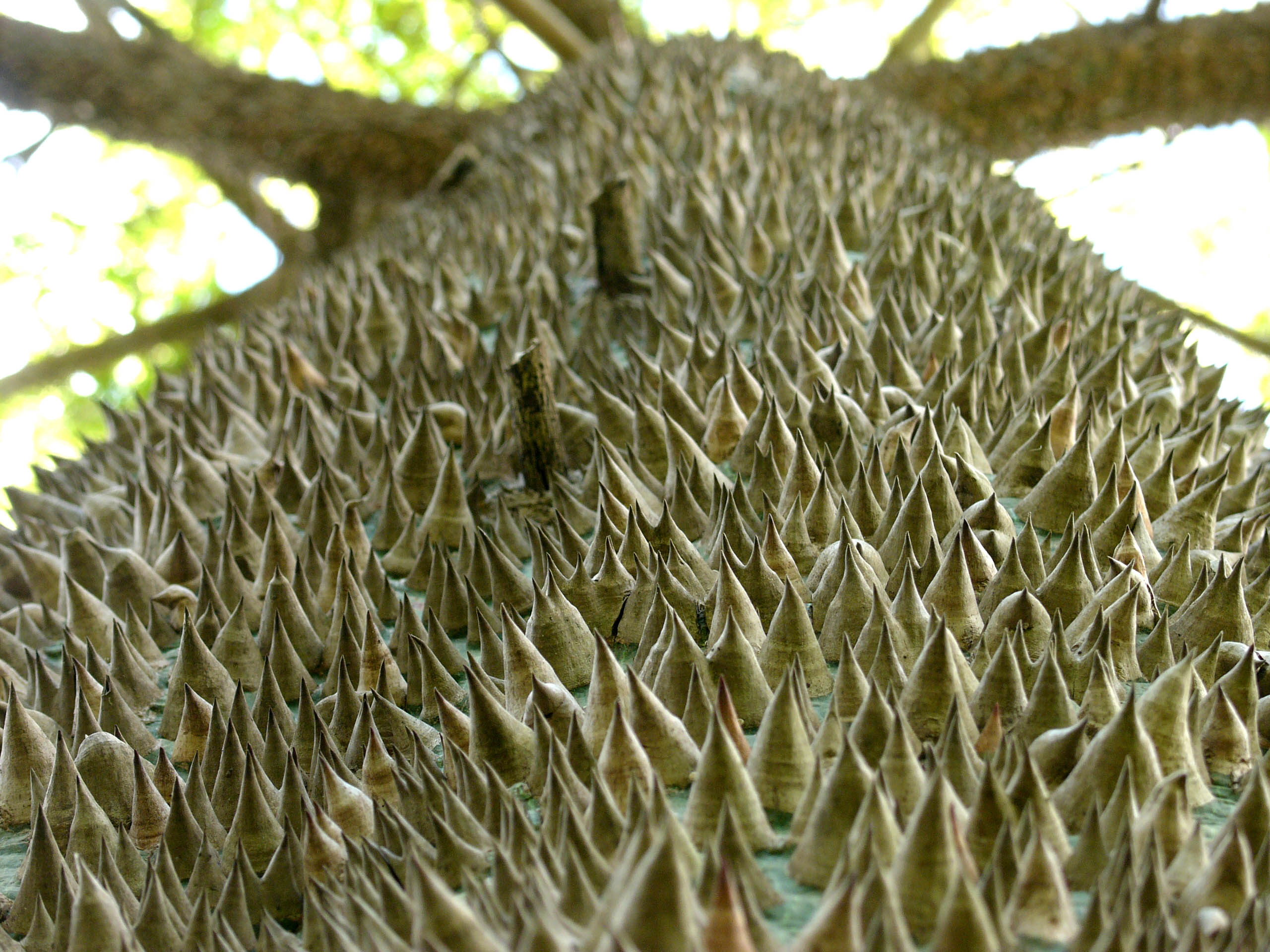
Stacheliger Stamm des Kapokbaumes (Ceiba pentandra)
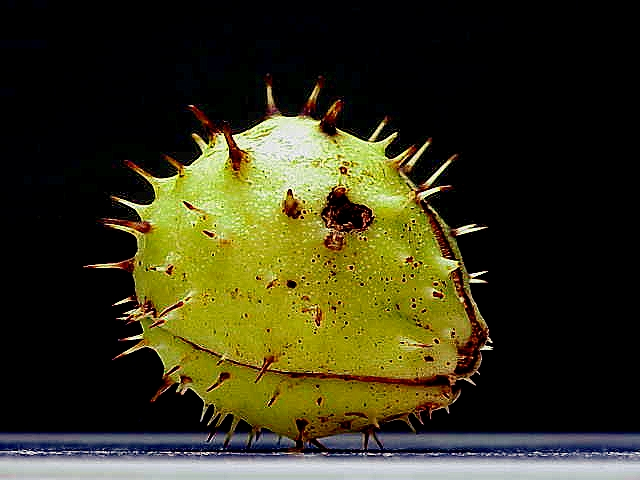
Stachelige Frucht der Gewöhnlichen Rosskastanie (Aesculus hippocastanum)

## Belege
- Peter Sitte, Elmar Weiler, Joachim W. Kadereit, Andreas Bresinsky, Christian Körner: Lehrbuch der Botanik für Hochschulen. Begründet von Eduard Strasburger. 35. Auflage. Spektrum Akademischer Verlag, Heidelberg 2002, ISBN 3-8274-1010-X.